# Colombiers (Charente-Maritime)
Colombiers település Franciaországban, Charente-Maritime megyében. Lakosainak száma 301 fő (2022. január 1.). Colombiers La Jard, Montils és Saint-Léger községekkel határos.

## Népesség
A település népességének változása:
| Lakosok száma | 216  | 218  | 217  | 318  | 324  | 320  | 313  | 309  | 305  | 301  |
|               | 1968 | 1982 | 1990 | 2006 | 2013 | 2015 | 2017 | 2019 | 2020 | 2022 |